# Troussencourt
Troussencourt is een gemeente in het Franse departement Oise (regio Hauts-de-France) en telt 345 inwoners (2011). De plaats maakt deel uit van het arrondissement Clermont.

## Geografie
De oppervlakte van Troussencourt bedraagt 5,4 km², de bevolkingsdichtheid is 52,2 inwoners per km².
De onderstaande kaart toont de ligging van Troussencourt met de belangrijkste infrastructuur en aangrenzende gemeenten.

## Demografie
Onderstaande figuur toont het verloop van het inwonertal (bron: INSEE-tellingen).